# رباط نیزه‌ای‌لامی
رباط نیزه‌ای‌لامی یا استیلوهایوئید (به انگلیسی: stylohyoid) یک رباط در ناحیه گردن است که از استخوان لامی به زائده نیزه‌ای گیجگاه (در استخوان گیجگاهی جمجمه) متصل می‌شود.

## ساختار
این رباط شاخ کوچک استخوان لامی را به زائده نیزه‌ای گیجگاه استخوان گیجگاهی جمجمه متصل می‌کند.

## نگارخانه

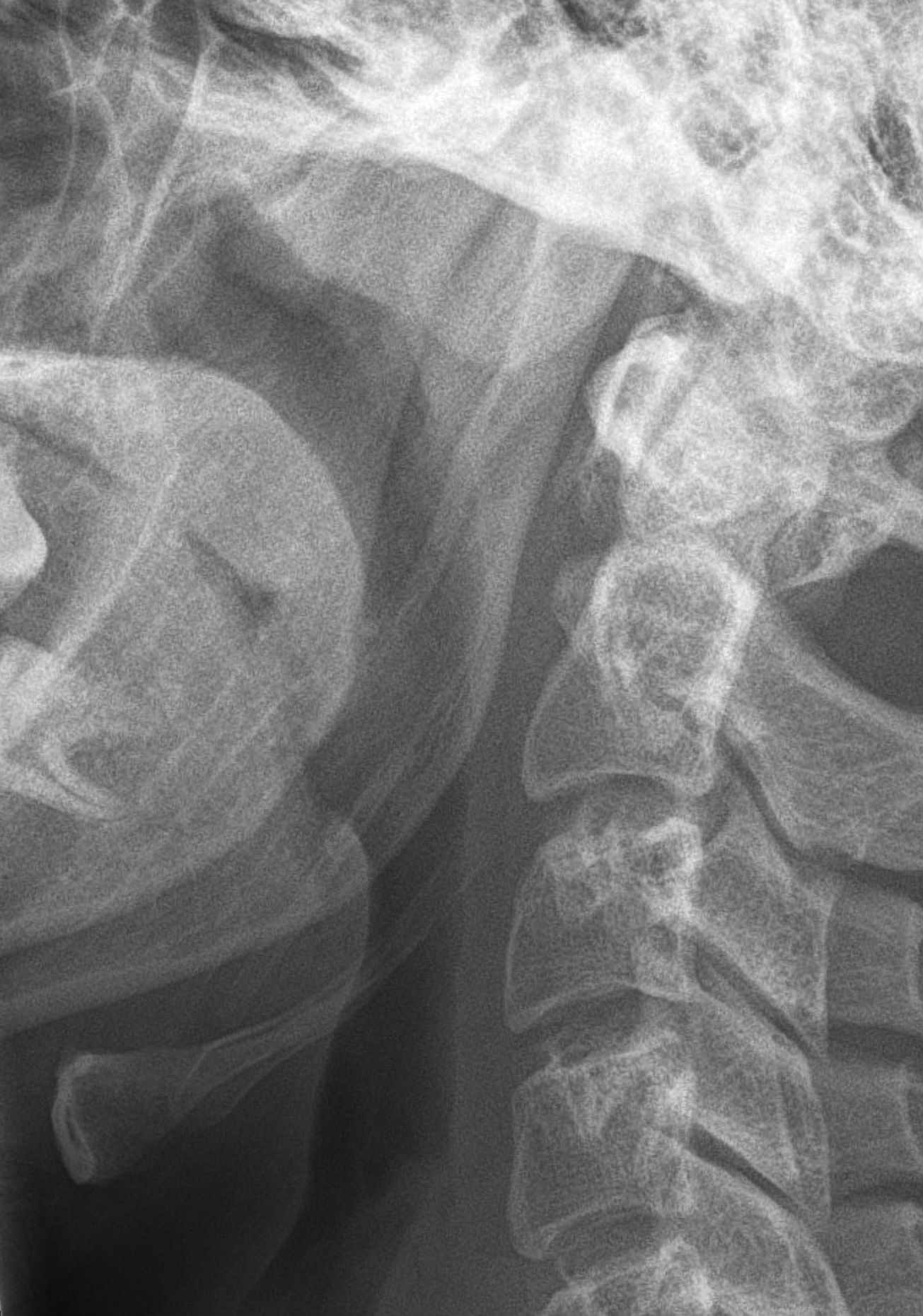
رباط نیزه‌ای‌لامی استخوانی و زائده نیزه‌ای